# 進徳館 (高遠藩)
進徳館（しんとくかん）とは、長野県伊那市高遠町高遠城内に設けられた高遠藩の藩校である。城址敷地内に現存する藩校建造物は珍しく、1973年（昭和48年）国の史跡に指定された（史跡「高遠城跡」の一部として指定）。

## 創設の経緯
昌平黌に学んだ高遠藩儒中村元起の進言を受けて、第8代藩主内藤頼直が、万延元年（1860年）閏3月24日、城内三ノ丸旧内藤蔵人の屋敷に学問所 進徳館を開いた。易経の「君子進徳修業、忠信所以進徳也（君子は徳に進み業を修む。忠信は徳を進むる所以なり）」に因む。
文武総裁に岡野小平治、師範役に海野幸成、中村元起を任命した。頼直は創立に際し「実学専一ニ心掛クベキ」と諭達した。藩士の子弟は8歳から15歳まで必ず出席させ、これを幼年部とし、他に中年部を置いた。学科目は漢学、筆学、習礼、武術、兵学であった。後に和学、算額が加えられ、西洋式兵式教練も行われた。明治4年(1872) 廃藩置県によって高遠県学校となり、明治6年(1873)に廃校となり、存続期間はわずか13年間であったが、500名を超える人材を輩出した。明治6年(1873) 学制発布により各町村に学校が設立されるなか、筑摩県の教師の大部分は進徳館の出身者であったといわれる。正確な数はわからないものの、その数300名を越え、信州教育の原点の一つとなったと言われる。
。

## 進徳館に関わる人物
師範
- 岡野小平治（おかの　こへいじ）・文武総裁
- 中村元起（なかむら　もとき）（1820～1884）・師範
- 海野幸績（うんの　こうせき）（1842～1911）・師範
- 高橋白山（たかはし　はくざん）　（1836～1904）・助教
- 長尾無墨（ながお　むぼく）　（1832～1894）大助教[10]

生徒
- 伊沢修二（いさわ　しゅうじ）（1851～1917）・後に助教
- 内田文皐（うちだ　ぶんこう）　（1842～1910）
- 後藤杉蔵（ごとう　すぎぞう）（1850～1912）
- 青山勝謙（あおやま　しょうけん）（1854～1904）
- 久保譲次（くぼ　じょうじ）[11]（1846～?）
- 中村弥六（なかむら　やろく）（1854～1929）
- 高橋作衛（たかはし　さくえ）（1867～1920）
- 神尾光臣（かみお　みつお）（1855～1927）
- 安東貞美（あんどう　さだよし）（1853～1932）
- 小野光景（おの みつかげ）（1845～1919）
- 伊沢信三郎（いさわ　しんざぶろう）（1856～1925）
- 河野通万（こうの　みちかず）（1852～1887）
- 馬場凌冬（ばば　りょうとう）　（1842～1902）
- 伊藤瀬平（いとう　せへい）　（1864～1923）